# Pyrausta dorsipunctalis
Pyrausta dorsipunctalis là một loài bướm đêm trong họ Crambidae.